# Donovan Pines
Donovan Cameron Pines (* 7. März 1998 in Columbia, Maryland) ist ein US-amerikanischer Fußballspieler.

## Karriere

### Verein
Pines begann seine Karriere bei D.C. United. Im Sommer 2016 verließ er die Jugend von D.C. und wechselte an die University of Maryland, in der er zweieinhalb Jahre lang spielte. Zur Saison 2019 kehrte er nach D.C. zurück. Zunächst kam er aber für Farmteam Loudoun United zum Einsatz. Dort gab er im März 2019 sein Profidebüt in der zweitklassigen USL Championship. Im April 2019 spielte Pines gegen Colorado United schließlich erstmals für D.C. in der MLS. In der Saison 2019 kam er zu zehn Einsätzen in der MLS, für Loudoun lief er sechsmal auf. In der Saison 2020 absolvierte er 16 Partien in der MLS, in der Spielzeit 2021 kam er zu 18 Einsätzen. In der Saison 2022 kam der Innenverteidiger 21 Mal zum Zug, in der Saison 2023 lief er 22 Mal für D.C. auf.
Nach fünf Jahren verließ Pines den Verein nach der Saison 2023 und wechselte im Januar 2024 nach England zu Drittligist FC Barnsley. Für Barnsley absolvierte er bis zum Ende der Saison 2023/24 vier Partien in der EFL League One. In der Saison 2024/25 kam er zu 24 Drittligaeinsätzen. Im August 2025 wechselte er zum österreichischen Bundesligisten Grazer AK, bei dem er einen bis 2026 laufenden Vertrag erhielt.

### Nationalmannschaft
Im März 2019 spielte Pines zweimal für die US-amerikanische U-23-Auswahl. Ohne zuvor für die A-Nationalmannschaft gespielt zu haben, wurde er im Sommer 2021 in den Kader der US-Amerikaner für den CONCACAF Gold Cup im eigenen Land nominiert. Pines gab anschließend während des Turniers gegen Martinique sein Länderspieldebüt. Insgesamt kam er zu zwei Einsätzen, mit den USA konnte er das Turnier gewinnen.

## Erfolge
- CONCACAF Gold Cup: 2021